# Etta Cameron
Etta Cameron, (Nassau, Bahama's, 21 november 1939 – Aarhus, 4 maart 2010) geboren als Ettamae Louvita Coakley, was een Deense zangeres en actrice. Ze werd vooral bekend op het gebied van van gospel, jazz en blues.

## Biografie
Toen Etta negen jaar oud was, verhuisde de familie naar Miami in de Verenigde Staten. Er heerste aldaar een racistische mentaliteit, en haar vader reageerde zijn frustratie hierover op het gezin af. Als elfjarige verloor Etta haar moeder, waarna zijzelf de zorg voor haar vijf jongere broertjes en zusjes op zich moest nemen.
Etta begon haar zangcarrière in het Methodisten koor, waar zij voor het eerst in contact kwam met de jazzmuziek. Bij een concert in 1967 in Oost-Berlijn verloor Cameron haar reispapieren, waardoor ze in de toenmalige DDR strandde. Na vijf jaar slaagde ze er met hulp van bekenden uit de Deense muziekindustrie om het land ontvluchten. In 1972 verhuisde ze met haar twee kinderen, Debbie en Steve, naar Denemarken.
Etta bracht een single uit met op beide zijden een compositie van de Belgische zanger Will Tura. Show Me A Man is een vertaling van Waar Is De Man. Op de B-kant staat It Happens
Zij trad onder andere op met Danmarks Radios Big Band en NDR's huisorkest in Hamburg. Vanaf de jaren '90 kwam de nadruk op haar geloof te liggen, hetgeen in haar gospel og spirituele-repertoire terug te vinden is. Ze werd regelmatig begeleid door Ole Kock Hansen, Nikolaj Hess of haar eigen gospelkoor Voices of Joy. Daarnaast heeft ze ook met grote namen opgetreden, zoals Thad Jones, Ben Webster, Kenny Drew, Georgie Fame og Richard Boone.
Etta's muzikale werk kreeg, nadat zij naar Denemarken was verhuisd, grote invloed gehad op de Deense muziekontwikkeling. Zij doceerde aan het Rytmisk Musikkonservatorium in Kopenhagen, waar zij ook workshops voor amateurs gaf. Cameron trad ook regelmatig op als soliste in kerken. Ze werd in 1997 benoemd tot ridder in de Orde van de Dannebrog. Ze was jurylid van het muzikale tv-programma Scenen er din waarin ze regelmatig ongeautoriseerd "dubbel 5" uitdeelde.
Cameron leed vele jaren aan borstkanker en stierf daaraan op 4 maart 2010. Haar uitvaart werd op 13 maart 2010 gehouden in Christians Kirke in Kopenhagen. Ze werd bijgezet op Assistens Kirkegård in Kopenhagen.

## Discografie
Etta Cameron gaf de volgende albums uit:
| - Come Together with Etta (1975) - I'm a Woman (1976) - Mayday (1980) live in Vognporten, Kopenhagen - Easy (1981) als Etta Cameron Jazz Group - My Gospel (1987) met Sokkelund Sangkor | - A Gospel Concert with Etta Cameron (1995) - Lovesongs (1995) met Horace Parlan - Etta Cameron mit NDR Big Band (1996) - Certainly Lord (1996) - My Christmas (1996) - Etta Cameron, Ole Kock Hansen and Tuxedo Big Band (1998) - A Gospel Concert with Etta Cameron, vol. 2 (2000) | - I Have a Dream (2000) - Lady Be Good (2003) met DR Big Band - Her vil ties, her vil bies (2005) - Spirituals (2008) met Nikolaj Hess - Etta (2009) met Nikolaj Hess e.a. |

## Filmografie
- Mit mir nicht, Madam! (1969)
- Peter von Scholten (1987)
- Mimi og madammerne (1998)

- Bibliothèque nationale de France: cb141612347 (data)
- Gemeinsame Normdatei: 135105617
- International Standard Name Identifier: 0000 0000 7732 3300
- MusicBrainz: c686e408-a01c-4ba1-8610-fb1d8d89ea09
- Système universitaire de documentation: 160120233
- Virtual International Authority File: 79967104
- WorldCat: E39PBJqqrGBdj7FYmc67Xb9v73